# Claudette Coorens
Pour les articles homonymes, voir Coorens.
Claudette Coorens, née le 15 septembre 1940 à Charleroi et y décédée le 25 mars 1993 est une femme politique belge wallonne, membre du PS.
Elle fut docteur en médecine (ULB, 1965) ; elle renonce à ses mandats publics pour raison de santé en 1991.

## Carrière politique
- conseillère communale de Jumet (1971-1976)
  - échevine (1974-1976)
- conseillère communale de Charleroi (1977-1991)
  - échevine de la Santé publique (1977-1982)
- sénatrice (1981-1985)
  - membre du Conseil régional wallon (1981-1985)
- sénatrice provinciale du Hainaut (1985-1991)